# Korf (osiedle)
Korf (ros. Корф) – osiedle typu miejskiego w azjatyckiej części Rosji, w Kraju Kamczackim.
Leży w północnej części Kamczatki nad Zatoką Korfską; ok. 370 km na północny wschód od Pałany;  3.1 tys. mieszkańców (1989). Jest ośrodkiem wydobycia węgla brunatnego; przemysł spożywczy (rybny); port morski i rybacki; lotnisko.
Nazwa została nadana na cześć A.N. Korfa, rosyjskiego generała, pierwszego gubernatora Kraju Amurskiego.